# 黄仕忠
黄仕忠（1960年11月—），浙江诸暨人。中华人民共和国教育部长江学者特聘教授，中山大学中文系教授，中国古文献研究所所长，中国俗文学学会副会长，主要从事中国古典文献学研究。

## 著作
- 《琵琶记研究》
- 《中国戏曲史研究》
- 《婚变、道德与文学：负心婚变母题研究》
- 《戏曲文献研究丛稿》
- 《日藏中国戏曲文献综录》
- 《日本所藏中国戏曲文献研究》